# 一个 (杂志)
《一个》（英語：One）是由青年作家韩寒及其团队《独唱团》和腾讯网联合推出的一款免费电子杂志，於2012年6月11日发行首期，之後於每天早上6点发行。其主要成员有腾讯的合作团队：李玉霄、世界上的云朵、傅剑锋、smile、申申等。此杂志可以视为《独唱团》的延续。2013年12月13日，《一个》停止於腾讯网的更新，转而将新的内容之发布改到自己新建立的官方网站上。

## 杂志栏目
《一个》分为两个版面，第一个版面是文章，文章取选自媒体、报纸、杂志、书籍，主要文学体裁是报導、评论、文艺小作品，主标题是“复杂大世界里，一个就够了。”；第二个版面是“韩寒”，主要是韩寒的文章、照片、赛车、音乐团队等，主标题是“这里没有陌路，你从不曾孤独。”在“一个”的栏目之基础上，再细分為“一个报導”、“一个评论”、“一个文艺”、“一个问题”、“一张图片”。